# Thomas G. Alvord

Thomas G. Alvord (1894)

Thomas Gold Alvord (* 20. Dezember 1810 in Onondaga, Onondaga County, New York; † 26. Oktober 1897 in Syracuse, New York) war ein US-amerikanischer Rechtsanwalt, Händler und Politiker. Infolge seines politischen Wirkens wurde er als „Old Salt“ bekannt.

## Werdegang
Seine Familie zog 1813 nach Lansingburgh im Rensselaer County. Er graduierte 1828 am Yale College. Danach studierte er Jura mit den späteren US-Abgeordneten Thomas A. Tomlinson und George A. Simmons in Keeseville, bekam 1832 seine Zulassung als Anwalt und fing dann in Salina an zu praktizieren. Er war 1846 als Baumholzhändler tätig.
Alvord begann seine politische Laufbahn als ein Demokrat, wechselte dann 1848 mit Samuel J. Tilden zur Free Soil Party und wurde dann 1858 wieder als Demokrat in die New York State Assembly gewählt. Nach dem Zwischenfall bei Fort Sumter 1861 wurde er ein Unionsdemokrat und hatte den Vorsitz bei der Union Convention in Syracuse. Er wurde für die Assembly nominiert, von den Republikanern bestätigt und ohne Gegenkandidaten gewählt. Für die Amtszeit von 1864 wurde er als Republikaner gewählt und blieb ab da ein Mitglied dieser Partei.
Er vertrat das Onondaga County in der New York State Assembly von 1844 bis 1853, 1858, 1861, 1864, von 1870 bis 1872 und noch einmal von 1875 bis 1882. Während dieser Zeit bekleidete er 1858, 1864 und 1879 den Posten als Speaker. Zwischen 1865 und 1866 hatte er das Amt des Vizegouverneurs von New York inne. Dann war er in den Jahren 1867 und 1894 als Delegierter bei der verfassungsgebenden Versammlung von New York tätig, wo er beide Male zum Vizepräsidenten gewählt wurde.
Er verstarb 1897 in Syracuse und wurde dort auf dem Oakwood Cemetery  beigesetzt.